# Shock G
Shock G, pseudonimo di Gregory E. Jacobs (New York, 25 agosto 1963 – Tampa, 22 aprile 2021), è stato un rapper e produttore discografico statunitense, leader del gruppo Digital Underground.
È stato lui a scoprire il rapper Tupac Shakur.

## Biografia
Jacobs ha trascorso parte della sua infanzia a Tampa in Florida.
Nel 1978 vinse il premio di miglior batterista della sua scuola, dopo si trasferì nel Queens per via del divorzio dei genitori, cambiò la sua batteria con un giradischi. È stato mentore per suo cugino DJ-Stretch in questo genere e per il loro amico Mc Shah-T, Mc Shah-T suggerì a Jacobs di utilizzare il nome di Shah G così lui prese in considerazione l'idea, ma per errore il suo amico disse Shock G, alla fine decise di prendere quel nome. 
Dopo essersi trasferito a Oakland nel 1985 formò il gruppo Digital Underground insieme a Jimi Dright e Kenny-K, il primo singolo 12-Inch è del 1988.
Nel 1989 firmarono per la Tommy Boy Records dove pubblicarono l'EP Doowutchyalike che ottenne un buon successo in ambito underground. L'album successivo Sex Packets è del 1990, dove pubblicarono il celebre brano Humpty Dance, nel 1991 incontrarono 2Pac e lo introdussero nella loro band.
È stato trovato morto il 22 aprile 2021 in una camera d'hotel a Tampa, in Florida  all'età di 57 anni.

## Ultimi lavori
Il 20 gennaio del 2009 ha pubblicato il singolo Cherry Email Flava'd, per poi essere cambiato in Cherry Flava'd Election per via delle elezioni di Barack Obama.

### Discografia
Da solista:
- Fear of a Mixed Planet (2004 33rd Street Records)
- Fear of a Mixed Planet; Bonus Edition (2008 Jake Records)

Con i Digital Underground
- Sex Packets (1990)
- This Is An EP Release (1991)
- Sons Of The P (1991)
- The Body-Hat Syndrome (1993)
- Future Rhythm (1996)
- Who Got the Gravy? (1998)
- The Lost Files (1999)
- ..Cuz A D.U. Party Don't Stop!! (2008)
- The Greenlight EP (2010)

Da produttore:
- 1988, Your Life's a Cartoon, digital underground, (song)
- 1988, Underwater Rimes, digital underground, (song)
- 1989, Doowutchyalike, digital underground, (song)
- 1990, Sex Packets, digital underground, (album)
- 1990, Don't Funk wid the Mo (remix), Monie Love, (song)
- 1990, What I Won't do for Love, 2Pac, (song)
- 1991, This is an EP Release, digital underground, (EP)
- 1991, Sons of the P, digital underground, (album)
- 1991, Rockin to the PM, Raw Fusion, (song)
- 1991, Rebel of the Underground, 2Pac, (song)
- 1991, Words of Wisdom, 2Pac, (song)
- 1991, Revenge of the Lunatic, 2Pac, (song)
- 1992, Somethin New For '92  Compton Chills
- 1993, The Body Hat Syndrome, digital underground, (album)
- 1993, I Get Around, 2Pac, (song)
- 1993, Get Away (remix), Bobby Brown, (song)
- 1993, Top of the World, Kenya Gruv, (song, co-producer)
- 1994, Dirty Drawls, Raw Fusion, (song)
- 1994, Do Your Homework, Raw Fusion, (song)
- 1995, Fuck the World, 2Pac, (song)
- 1995, So Many Tears, 2Pac, (song)
- 1995, Broke Hos, Luniz, (song)
- 1995, 5150, Luniz, (song)
- 1995, No Brothas Allowed, No Face, (song)
- 1995, Smashin Fruit, No Face, (song)
- 1995, Nothing Has Changed, No Face feat digital underground, (song)
- 1995, Don't Ring My Bell, Luniz, (song)
- 1996, We Got More, Shock-G feat Luniz, (song)
- 1996, Future Rhythm, digital underground, (album)
- 1996, People Over the Stairs, Shock-G, (song)
- 1996, Gloomy Sunday, Mystic, (song)
- 1997, True Playas, Whoridas, (song)
- 1997, Come N' Bounce, Shay, (song)
- 1997, Cause I Had To, 2Pac, (song)
- 1998, Broad Minded, Saafir, (song)
- 1998, Sendin' u a Signal, Saafir, (song)
- 1998, Love Sign, Prince, (song)
- 1998, Who Got the Gravy, digital underground (album)
- 1999, Crawl Before You Ball, Saafir, (song)
- 1999, Liquid Ho Magnet, Saafir, (song)
- 1999, Running Man, Saafir, (song)
- 1999, Lost Files, digital underground (album)
- 2000, Do What Ya Want, Rhythm & Green, (song)
- 2000, Let the Beat Breathe, Esinchill, (song)
- 2001, Chassy, Mac Mall, (song)
- 2001, Intro, Mystic, (album intro)
- 2002, Risky Business, Murs, (song)
- 2004, Smilin' Faces, KRS-One (song)
- 2004, Fear of a Mixed Planet, Shock-G, (album)
- 2008, Light of Love feat. Lady Alma, Yameen (song, co-produced)

Collaborazioni con altri artisti:
- 1990, We're All in the Same Gang, Westcoast Allstars, (song & video)
- 1990, Time for Peace, Davey-D feat d.u., Paris, Tech & Sway, (song)
- 1991, Trapped, 2Pac, (song & video)
- 1991, Throw Your Hands in the Air, Raw Fusion, (video)
- 1992, Money, Gold Money, (song & video)
- 1993, I Get Around, 2Pac feat digital underground, (song & video)
- 1993, Rhythm & Rhyme, George Clinton, (song)
- 1994, Freaky Note, Raw Fusion, (song & video)
- 1995, I Got 5 on it (remix), Luniz, (song & video)
- 1995, Funk Session, Too Short, (song)
- 1996, Knee Deep (Midnight Mix), George Clinton, (song)
- 1999, Glayz Donutt Face, C-Funk, (song)
- 1999, Miss Bartender, Money-B, (song)
- 2000, No DNA, Clee & Drank-a-Lot, (song)
- 2002, Wuz Crackulatin', 2wice, (song)
- 2002, Risky Business, Murs, (song & video)
- 2003, Way of Life, Stylophonic, (song)
- 2004, Hurry Up Run, Shock-G, (song)
- 2004, Snake and the Apple, Stucky, (song)
- 2004, At the Next Show, Sir Mix-a-lot, (song)
- 2005, Career Finders, Perceptionists, (song)
- 2005, Say What You Say, Soma Rasa, (song)
- 2005, And 2morrow, various artists, (song)
- 2005, California Girls Dipped in Chocolate, Slapbak, (song)
- 2005, Freaky Pumps, Fat Lip, (song)
- 2005, City to City, Straw, (song)
- 2006, The Wizard, Mr. Rakafela, (song)
- 2006, If You're True, InershA, (song)
- 2006, Pain and Misery (remix), InershA, (song)
- 2007, California Dreamin, San Quinn, Assassin, (song)
- 2007, Plainfield, Bernie Worrell, (song)
- 2007, Smack Dat Ass, Ditch, (song)
- 2008,  "..Cuz a d.u. Party Don't Stop!" , digital underground, (album)
- 2008, Crazy, Maddie Lauer, (song & video)
- 2009, Cherry Flava'd Election, Shock G, (song)
- 2010, The Greenlight EP, digital underground, (album)

### Digital Underground Video
- Doowutchyalike (1989)
- The Humpty Dance (1989)
- Doowutchyalike (video remix) (1990)
- Same Song (1991)
- Kiss You Back (1991)
- No Nose Job (1992)
- Return of the Crazy One (1993)
- Wussup Wit the Luv (1994)
- Oregano Flow (1996)
- Walk Real Kool (1996)
- Wind Me Up (1998)

### Apparizioni in altri video
- We're All in the Same Gang (1990) Westcoast Allstars
- Throw Your Hands in the Air (1991) Raw Fusion
- Trapped (1991) 2Pac
- Money (1992) Gold Money
- Close the Crackhouse (1992) X-Clan
- I Get Around (1993) 2Pac feat digital underground
- No Brothas Allowed (1994) No Face
- I Got 5 on it (1995) Luniz
- Temptations (1995) 2Pac
- Risky Business (2003) Murs
- City to City (2005) Straw the Vegas Don
- Crazy (2008) Maddie Lauer

### DVD
- Thug Angel: The Life of an Outlaw (2000)
- Tupac: Resurrection (2003)
- Digital Underground: Raw and Uncut (2004)
- One Nation Under a Groove (2005)